# Saint-Aubin-du-Perron

Saint-Aubin-du-Perron este o comună în departamentul Manche, Franța. În 1 ianuarie 2018 avea o populație de 253 de locuitori.